# Ясколка пятитычинковая
Ясколка пятитычинковая (лат. Cerastium semidecandrum) — вид мелких однолетних или двулетних травянистых растений семейства Гвоздичные (Caryophyllaceae).

## Ботаническое описание
Однолетние или двулетние травянистые небольшие растения до 20 см высотой, покрытые короткими обычными и железистыми волосками.
Листья широко-яйцевидные или удлиненные, 4-8 мм длиной и 2-6 мм шириной.
Соцветия в форме полузонтика, цветки всегда пятимерные. Прицветники средних и верхних цветков на ⅓-½ пленчатые. Цветоножки равны или длиннее (до х2) чашечки. Чашелистики яйцевидные 3,5-4,5 мм длиной, в верхней части до половины пленчатые, остроконечные. Лепестки белые, обратно-яйцевидные, с конца выемчатые или до ¼-⅓ длины надрезанные, чуть короче или равны чашечке. Тычинок 5, изредка больше.
Плод — почти цилиндрическая коробочка, по длине равная 1,5 чашечки.
Хромосомное число 2n = 36.

## Распространение и экология
Природный ареал охватывает в Европе Скандинавию, Среднюю и Атлантическую части, Западное и Восточное Средиземноморье, Балканы. На территории России встречается в Европейской части с заходом в арктические регионы и на Кавказе. Вид включен в ботанический атлас растений Ленинградской области.
Растения предпочитают селиться на песчаных и каменистых луговых и степных склонах, на прибрежных песках и галечниках, в сосновых лесах и по их опушкам, в кустраниках, на полях, как сорный вид.

## Классификация

### Таксономия
Cerastium semidecandrum  L., 1753, Sp. Pl. : 438
Вид Ясколка пятитычинковая относится к роду Ясколка (Cerastium) семейства Гвоздичные (Caryophyllaceae) порядка Гвоздичноцветные (Caryophyllales). Кладограмма в соответствии с Системой APG IV по состоянию на декабрь 2023 года:
|  |                                      |  |                                   |                                   |                      |  | ещё 40 семейств | ещё 40 семейств |                        |  |  |  | еще 204 подтвержденных вида и 148 видов, ожидающих подтверждения |
|  |                                      |  |                                   |                                   |                      |  | ещё 40 семейств | ещё 40 семейств |                        |  |  |  | еще 204 подтвержденных вида и 148 видов, ожидающих подтверждения |
|  |                                      |  |                                   | порядок Гвоздичноцветные          |                      |  |                 |                 | род Ясколка            |  |  |  |                                                                  |
|  |                                      |  |                                   | порядок Гвоздичноцветные          |                      |  |                 |                 | род Ясколка            |  |  |  |                                                                  |
|  | отдел Цветковые, или Покрытосеменные |  |                                   |                                   | семейство Гвоздичные |  |                 |                 | Ясколка пятитычинковая |  |  |  |                                                                  |
|  | отдел Цветковые, или Покрытосеменные |  |                                   |                                   | семейство Гвоздичные |  |                 |                 |                        |  |  |  |                                                                  |
|  |                                      |  | ещё 63 порядка цветковых растений | ещё 63 порядка цветковых растений |                      |  |                 | еще 97 родов    | еще 97 родов           |  |  |  |                                                                  |
|  |                                      |  |                                   | ещё 63 порядка цветковых растений |                      |  |                 |                 | еще 97 родов           |  |  |  |                                                                  |

### Синонимы
- Alsine pellucida E.H.L.Krause
- Centunculus semidecandrus Scop.
- Cerastium arenarium Ten.
- Cerastium balearicum F.Hermann
- Cerastium breviflorum Gilib.
- Cerastium dentatum Möschl
- Cerastium dentatum Moschl
- Cerastium dolosum (Murb.) Möschl
- Cerastium fallax Guss.
- Cerastium geniculatum Braun-Blanq.
- Cerastium heterotrichum Klokov
- Cerastium holosteiforme Schur
- Cerastium loefflingii Crantz
- Cerastium macilentum Aspegr.
- Cerastium obtusifolium Lam.
- Cerastium pallidum Schur
- Cerastium pellucidum Chaub.
- Cerastium pentandrum L.
- Cerastium peplidifolium Kotschy ex Boiss.
- Cerastium rotundatum Schur
- Cerastium semidecandrum f. dolsum Murb.
- Cerastium semidecandrum subsp. balearicum R.Litardiere
- Cerastium semidecandrum subsp. dentatum (Möschl) Maire & Weiller
- Cerastium semidecandrum subsp. macilentum (Aspegren) Möschl
- Cerastium semidecandrum var. dentatum (Möschl.) Kharadze
- Cerastium semidecandrum var. sennenii Font Quer
- Cerastium viscidum Link
- Myosotis semidecandra Moench